# Amergin Glúingel
Amergin Glúingel (Amergin) – jeden z pierwszych irlandzkich druidów.  W mitologii goidelskiej bard i sędzia, syn Mileda. Trzy boginie władające ludem Tuatha de Danaan - Banba, Ériu i Fodla - pozwoliły jemu i jego ludowi, Milezjanom osiedlić się w Irlandii, pod warunkiem, że nazwie wyspę od imienia jednej z nich. 